# كايلي ديكسون
كايلي ديكسون هي لاعبة جمباز فني بيلاروسية، ولدت في 12 فبراير 1999 في كولومبوس في الولايات المتحدة.

## وصلات خارجية
- كايلي ديكسون على موقع الاتحاد الدولي للجمباز (licence) (الإنجليزية)
- كايلي ديكسون على موقع الاتحاد الدولي للجمباز (biography) (الإنجليزية)
- كايلي ديكسون على موقع أوليمبيديا (الإنجليزية)